# Ми-52

## История
През 1990 г. конструкторското бюро „Мил“ започва разработването на нов лек многоцелеви хеликоптер. Новият модел получава обозначението Ми-52 и е разработен в два варианта. В първия вариант разчетната маса на хеликоптера е 1200 кг. Може да превозва до 4 пътници или 350 кг товари. Вторият вариант е до 5 пътници или 500 кг полезен товар. Особено внимание при разработването на машината е обърнато на снижаването на шума и вибрациите и икономичността на двигателите. Хеликоптерът е предназначен за административни и граждански цели.

## Тактико-технически характеристики
Хеликоптерът Ми-52 е изпълнен по класическата едновинтова носеща схема с рулеви винт.
Носещият винт е четирилопатен, а рулевия – двулопатен. Кабината е широко остъклена и на всеки от двата борда има по две шарнирно закрепени врати. В задната част има малък багажен отсек със заден люк.
Шасито е триопорно, колесно, с предно единично колело и две задни единични колела. И трите колела са снабдени с обтекатели.